# Haplochrois
Haplochrois là một chi bướm đêm thuộc họ Agonoxenidae (palm moths), mặc dù có một vài hệ thống phân loại xếp nó vào Cosmopterigidae (cosmet moths).